# The Telephone Girl and the Lady
The Telephone Girl and the Lady é um filme mudo norte-americano de 1913 em curta-metragem, do gênero drama, dirigido por D. W. Griffith.

## Produção
O filme foi preparado por Griffith e gravado por seu assistente, Tony O'Sullivan.
O historiador de cinema William K. Everson observou que o filme fez uso de uma câmera em movimento em "algumas extremamente boas inserções de funcionamento" e uma "luta bem-feita entre Paget e vilão Harry Carey no clímax", mas ofereceu que o filme não tinha um bom fluxo devido às seus cortes desajeitados e uso excessivo de dispositivos destinados a prolongar o suspense.

## Elenco
- Mae Marsh
- Claire McDowell
- Alfred Paget
- Walter P. Lewis
- Harry Carey
- John T. Dillon
- Madge Kirby
- Joseph McDermott
- Kate Bruce
- Gertrude Bambrick
- Lionel Barrymore
- Charles Hill Mailes